# Simulium hectorvargasi
Simulium hectorvargasi är en tvåvingeart som beskrevs av Coscaron och Peter Wolfgang Wygodzinsky 1972. Simulium hectorvargasi ingår i släktet Simulium och familjen knott. Inga underarter finns listade i Catalogue of Life.